# Escultura de Crist Ressuscitat
L'Escultura de Crist Ressuscitat és una de les escasses escultures d'El Greco que han arribat fins als nostres dies, i l'autoria de la qual és totalment acceptada pels especialistes en aquest artista.

## Anàlisi de l'obra
Josep Gudiol accepta aquesta estàtua com una de les poques obres escultòriques autèntiques d'El Greco.
Aquesta petita escultura, documentada entre 1595 i 1598, formava part del tabernacle del retaule major de l'església de l'Hospital de Tavera, a Toledo. No existeix cap motiu per dubtar de que fos realitzada personalment per El Greco. És molt notable, en el sentit de que el nu integral era excepcional en l'Art espanyol d'aquella època. Cal remarcar que El Greco devia haver vist l'heroic i muscular nu del Crist de la Minerva de Michelangelo Buonarroti a Santa Maria sopra Minerva, a Roma, tot i que no hi ha gaire relació entre aquella estàtua i l'estatueta de subtil esveltesa del mestre cretenc.
La posició de Crist és la mateixa que la de La Resurrecció de Crist, però el cos del quadre és força més allargat que el d'aquesta escultura. Tanmateix, la posició de la mà esquerra suggereix que l'escultura portava l'estendard de la Resurrecció, com el porta en la pintura. Els tons de les carns son clars i el cabell i la barba són negres.